# Черепашки-ниндзя
«Черепашки-ниндзя» (англ. Teenage Mutant Ninja Turtles, сокр. TMNT, в Европе — Teenage Mutant Hero Turtles, сокр. TMHT) — американская медиафраншиза, созданная авторами комиксов Кевином Истменом и Питером Лэрдом. Она повествует о четырёх антропоморфных братьях-черепахах — Леонардо, Донателло, Микеланджело и Рафаэле — обучившихся ниндзюцу и борющихся со злом в их родном городе Нью-Йорке. В ходе многочисленных приключений их сопровождают мутировавшая крыса-учитель по имени Сплинтер и друзья-люди в лице Эйприл О’Нил и Кейси Джонса. Неизменными врагами Черепашек являются Бакстер Стокман и Крэнг, а заклятым врагом выступает Шреддер.
Первым элементом франшизы стал комикс Teenage Mutant Ninja Turtles, изначально задуманный Кевином Истменом и Питером Лэрдом в качестве пародии на популярные комиксы о супергероях. Первый выпуск был выпущен в мае 1984 года компанией Истмена и Лэрда под названием Mirage Studios и имел неожиданный успех. В 1987 году Истмен и Лэрд заключили соглашение с Playmates Toys о выпуске линейки фигурок Черепашек-ниндзя. В период с 1988 по 1992 год было продано множество тематических товаров на сумму в 1,1 миллиарда $ США, что сделало линейку 3-й самой продаваемой серией игрушек на тот момент.
Продвижению фигурок способствовал мультсериал, премьера которого состоялась в 1987 году, после чего он выходил в эфир практически десять лет. В некоторых европейских регионах слово «ниндзя» в названии было заменено на «герой» из-за цензуры. Было выпущено три игровых фильма: первый фильм стал самым кассовым независимым фильмом 1990 года. В 2009 году франшиза была приобретена Viacom, в настоящее время известной как Paramount Global. Viacom заказала новую серию комиксов, два новых игровых фильма и новый мультсериал.

## История

### 1983 — 1986: Концепция и первые комиксы
Авторы комиксов Кевин Истмен и Питер Лэрд познакомились в Массачусетсе и начали работу над совместными иллюстрациями. В 1983 году Лэрд пригласил Истмена переехать к нему в Дувр, штат Нью-Гэмпшир. В ноябре того же года Истмен нарисовал черепаху в маске, которая стояла на двух задних лапах и была вооружена нунчаками. Лэрд нарисовал собственный эскиз и добавил к уже имеющемуся названию Ninja Turtles (рус. Черепашки-ниндзя) слова Teenage Mutant (рус. Подростки-мутанты). Концепция пародировала сразу несколько элементов, популярных в комиксах о супергероях того времени: мутанты Uncanny X-Men, подростки New Teen Titans и ниндзя Daredevil, в сочетании с антропоморфными животными, такими как Утка Говард.
Работая над концепцией комикса, Истмен и Лэрд рассматривали возможность присвоения Черепахам японских имён, но вместо этого в конечном итоге решили назвать их в честь итальянских художников эпохи Возрождения — Леонардо, Донателло, Микеланджело и Рафаэлем. Лэрд отметил, что имена «были достаточно чудными и вписывались в концепцию». Авторы написали предысторию, ссылаясь на другие элементы Сорвиголовы: как и Мэтт Мёрдок, Черепахи подверглись воздействию радиоактивного вещества, а их сенсей, Сплинтер, был вдохновлён учителем Сорвиголовы по прозвищу Стик.
В марте 1984 года Истмен и Лэрд основали в своём доме собственную компанию, занимающуюся издательством комиксов под названием Mirage Studios. Заняв у дяди Истмена сумму в размере 1000 $, а также воспользовавшись суммой, полученной от удержания налогов, они напечатали копии первого выпуска Teenage Mutant Ninja Turtles и разместили рекламу о нём в журнале Comics Buyer's Guide. Комикс имел ошеломительный успех и все 3000 экземпляров были проданы за несколько недель. Продажи дальнейших выпусков продолжали расти.

### 1987 — 1989: Игрушки, мультипликация и видеоигры
В 1987 году Истмен и Лэрд передали лицензию на «Черепашек-ниндзя» компании Playmates Toys. В период с 1988 по 1997 год компания Playmates выпускала игрушки по франшизе, в том числе около 400 фигурок и десятки транспортных средств и игровых наборов. За четыре года было продано множество тематического товара на сумму около 1,1 миллиарда $,  линейку 3-й самой продаваемой серией игрушек на тот момент после «G.I. Joe» и «Звёздных войн».
Под влиянием успеха «Хи-Мена», «G.I. Joe» и «Трансформеров», которые рекламировали игрушки с помощью мультсериалов, PlayMates заключили партнёрство с Murakami-Wolf-Swenson для создания первого мультсериала про «Черепашек-ниндзя», премьера которого состоялась в 1987 году, после чего он выходил в эфир практически десять лет.
В мультсериале впервые появились некоторые характерные особенности Черепах, такие как разноцветные повязки, крылатые фразы, любовь к пицце и разные типы личности, что впоследствии перекочевало в последующие проекты франшизы.Поскольку мультсериал ориентировался на детскую аудиторию, он рисовался в более тёплых тонах, в диалогах персонажей отсутствовали ругательства, а насилие и наличие жестоких персонажей было сведено к минимуму. В Соединённом Королевстве и некоторых других европейских регионах франшиза была переименована в «Teenage Mutant Hero Turtles» (рус. Подростки мутанты-герои черепашки), поскольку слово «ниндзя» ассоциировалось с жестокостью..
В 1989 году состоялся выход первой видеоигры по мотивам комиксов для Nintendo Entertainment System. Также она стала первой игрой франшизы, разработанной Konami. Было продано около четырёх миллионов копий, что сделало её одной из самых продаваемых игр для NES. В ответ на беспокойства фанатов о том, что мультсериал отклоняется от своего первоисточника, в 1989 году Истмен и Лэрд опубликовали обращение к поклонникам комиксов: «Мы допустили появление глупой стороны и очень этому рады. В то же время, оригинал целиком и полностью принадлежит только нам». Позже Истмен признался, что были «некоторые вещи, которым мы не хотели говорить «да»», в то время как Лэрд неоднократно подчёркивал свою неприязнь к более детскому тону мультсериала.

### 1990-е: Первые фильмы, расширение франшизы и коммерческий пик
В начале 1990-х состоялся коммерческий пик франшизы. В 1990 году вышел первый художественный фильм «Черепашки-ниндзя», в котором использовались костюмы, разработанные компанией Jim Henson's Creature Shop. Фильм в большей степени адаптировал элементы из оригинального комикса и имел более мрачный тон. Он занял 9-е место среди самых кассовых фильмов 1990 года и стал самым кассовым независимым фильмом на тот момент, заработавший более 200 миллионов $ по всему миру. В следующем году состоялся выход сиквела, с подзаголовком «Тайна изумрудного зелья». Из-за малого срока производства и более лёгкого тона картина получила смешанные отзывы и не смогла повторить кассовый успех оригинала. Фильм «Черепашки-ниндзя III» 1993 года нацеливался на японский рынок, однако так и не вышел на территории Японии и получил негативные отзывы критиков и фанатов франшизы, едва окупив свой бюджет.
В 1990 году в Соединённых Штатах проходил мюзикл «Черепашки ниндзя: Музыкальный тур», где Черепашки-ниндзя в качестве рок-группы участвовали в 40 концертах по всей стране. Мюзикл спонсировался Pizza Hut и рекламировался на «Шоу Опры Уинфри». Были выпущены альбомы с саундтреком и VHS. После завершения мультсериала, в 1997 году компания Saban Entertainment создала телесериал с живыми актёрами под названием «Черепашки-ниндзя: Следующая мутация». В нём дебютировала пятая Черепашка женского пола, Венера Милосская. Сериал был закрыт после 1 сезона. Впоследствии Лэрд заявил, что это был единственный проект франшизы о котором он «искренне сожалеет».

### С 2000-х: продажа Nickelodeon и другие серии
В 2000 году Истмен продал Лэрду свою долю прав на интеллектуальную собственность. В 2003 году 4Kids Entertainment запустила в эфир новый мультсериал о Черепашках-ниндзя, который продлился до 2009 года. Лэрд активно участвовал в производстве мультсериала, добившись близкой адаптации оригинальных комиксов. В 2007 году был выпущен компьютерный анимационный фильм, который заработал 95 миллионов $ в прокате. В 2009 году Лэрд продал права на франшизу Nickelodeon, дочерней компании Viacom. Создатель признался, что устал работать над «Черепашками-ниндзя»: «Я больше не тот парень, который носит с собой альбом для рисования и рисует в нём при каждом удобном случае». В августе 2011 года IDW Publishing начала издавать новую серию комиксов Teenage Mutant Ninja Turtles, соавтором и иллюстратором которой выступил Истмен. В сентябре 2012 года Nickelodeon начала трансляцию компьютерного анимационного сериала, который завершился после 5 сезонов в 2017 году.
8 августа 2014 года состоялась премьера нового художественного фильма, разработанного Platinum Dunes, Nickelodeon Movies и Paramount Pictures, от режиссёра Джонатана Либесмана и продюсера Майкла Бэя. Несмотря на негативные отзывы, фильм имел кассовый успех. Продолжение с подзаголовком «Выйти из тени» режиссёра Дэйва Грина было выпущено в июне 2016 года. Второй мультсериал от Nickelodeon под названием «Эволюция Черепашек-ниндзя» вышел в 2018 году и завершился после 2 сезона. В 2019 году было анонсировано продолжение мультсериала в качестве анимационного фильма для стримингового сервиса Netflix. В 2023 году в прокат выйдет мультфильм от Сета Рогена; также в разработке находится художественный фильм от продюсера Майкла Бэя.

## Персонажи
В большинстве версий братья мутируют в четырёх антропоморфных черепах в результате воздействия радиоактивной слизи. Они борются со злом в Нью-Йорке и обитают в канализации.
Леонардо изображается как лидер, будучи самой дисциплинированной и искусной Черепашкой, опытным фехтовальщиком, который владеет двумя катанами и носит синюю повязку. Рафаэль — самая сильная и безрассудная Черепашка, которая носит красную повязку и  орудует парными саями. Донателло использует свой гениальный интеллект для изобретения устройств и транспортных средств. Он носит фиолетовую повязку и полагается на посох бо. Микеланджело представлен как наименее дисциплинированная и наиболее весёлая Черепашка, отличающаяся ловкостью и проворностью. Он носит оранжевую повязку и использует нунчаки.
Мутировавшая крыса Сплинтер играет роль мудрого приёмного отца Черепах, который обучает их ниндзюцу. В некоторых версиях он был домашней крысой мастера-ниндзя Хамато Ёси, однако в других случаях сам является мутировавшим Ёси. Черепахам помогает Эйприл О'Нил, в зависимости от проекта с её участием работающая репортёром, лаборанткой или программистом. В большинстве версий она состоит в романтических отношениях с Кейси Джонсом, уличным мстителем в хоккейной маске, как правило выступающим на стороне Черепах.
Заклятым врагом Черепашек-ниндзя выступает Шреддер, лидер преступного клана ниндзя под названием клан Фут. Его настоящее имя — Ороку Саки. В большинстве версий заместителем Шреддера является Караи, опытный мастер боевых искусств, как правило дочь Шреддера. Шреддер объединяется с безумным учёным Бакстером Стокманом и инопланетным военачальником Крэнгом. Крэнг дебютировал в оригинальном мультсериале и был основан на представителях расы Утромов из комиксов. Также для мультсериала были созданы комичные приспешники Шреддера, Бибоп и Рокстеди.

## Комиксы

### Mirage Studios (1984–2014)
Истмэн и Лэрд презентовали первый выпуск Teenage Mutant Ninja Turtles в мае 1984 года на комикс-конвенции в отеле Шэратон в Портсмуте, Нью-Гэмпшир. Комикс был опубликован ограниченным тиражом в 3250 копий с чёрно-белыми иллюстрациями на дешёвой газетной бумаге студией Mirage Studios, основанной Истменом и Лэрдом. Благодаря пресс-релизу в журнале The Comics Journal #89 и рекламной полосе в Comic Buyer's Guide #547, комикс обрёл большую популярность и положил начало франшизе «Черепашки-ниндзя». Небольшие тиражи сделали ранние комиксы и торговые журналы предметами коллекционирования, из-за чего в течение нескольких следующих месяцев продавалась по завышенной цене.
В дальнейшем Mirage издавала 2 раза в месяц выпуски дополнительной серии комиксов под названием Tales of the Teenage Mutant Ninja Turtles, художниками которой выступили Райан Браун и Джим Лоусон. Эти выпуски являлись дополнением к основной серии комиксов и заполняли пробелы во вселенной «Черепашек-ниндзя». Первый том серии выпускался с 1987 по 1989 годы. Все 7 выпусков первого тома дважды выпускались в изданиях с мягкой обложкой, а 25 выпусков второго тома издавались по 5 выпусков в одной книге.
По мере расширения франшизы «Черепашки-ниндзя» в других средствах массовой информации, Истмену и Лэрду пришлось уделять много времени продаже лицензии и прав на тематические товары. По этой причине авторы не могли продолжать заниматься написанием и иллюстрированием ежемесячных комиксов. Их место заняли другие художники, которые получили возможность показать свой талант во вселенной «Черепашек-ниндзя». Различные стили, появившиеся в отдельных сюжетных арках, сделали серию непоследовательной. Тем не менее, в дальнейшем создатели усилили свой контроль над Teenage Mutant Ninja Turtles, и с 48 номера оригинальной серии комиксы выходили под их присмотром и непосредственным участием. С выходом 62 номера завершился первый том серии, и последующие 13 выпусков второго тома выходили в цвете. Затем серия прекратила своё существование, и Mirage Studios официально заявила о прекращении выпуска комиксов. В период с 1984 по 1995 год Mirage Studios издала 75 оригинальных выпусков, а также десятки минисерий и других комиксов.
В 2001 году Mirage Studios возобновила издание, вновь вернувшись к чёрно-белому формату, переименовав серию в TMNT. Четвёртый том напрямую продолжал сюжетную линию второго тома, не принимая во внимание все события, имевшие место в комиксах от Image Comics. В 2010 году вышел заключительный 31 выпуск четвёртого тома.

### Image Comics (1996–1999)
В июне 1996 года Image Comics выкупила права на публикацию и продолжила серию. Новые авторы очень сильно повлияли на ход всей истории и сильно изменили облик Черепашек-ниндзя. Так, например, Сплинтер стал летучей мышью, Донателло — киборгом, Леонардо потерял руку, а Рафаэль занял место Шреддера. Низкие продажи вынудили компанию  прекратить выпуск на 23 номере в 1999 году, после чего права вернулись обратно в Mirage.

### Archie Comics (1988–1995)
С августа 1988 до октября 1995 года издательство Archie Comics издавало серию комиксов Teenage Mutant Ninja Turtles Adventures, ориентированную на более молодую аудиторию. Изначально комикс являлся адаптацией серий из мультсериала 1987 года, однако с 9 выпуска обзавёлся оригинальным сюжетом. К работе над серией были приглашены такие деятели индустрии комиксов как Райан Браун, Крис Аллан, Дин Кларрэйн и Стивен Мёрфи. В серии поднимались проблемы социума, прав животных и защиты окружающей среды. Было выпущено 72 выпуска. Кроме того, издавались ежегодники, специальные выпуски и минисерии. Недолгое время выходил спин-офф серии под названием Mighty Mutanimals.
Долгое время эта серия комиксов была единственной, которая издавалась в России.

### Dreamwave Productions (2003)
Ежемесячный комикс, вдохновлённый мультсериалом 2003 года и издаваемый Dreamware Productions, выпускался с июня по декабрь 2003 года. Сценаристом выступил Питер Дэвид, а художником — Лешон Томас. В первых четырёх выпусках, адаптировавших эпизоды мультсериала, повествование велось от лица Эйприл, Стокмана, Кейси и пары полицейских Нью-Йорка.

### IDW Publishing (2011 – настоящее время)
В 2011 году IDW Publishing приобрела лицензию на публикацию последних выпусков Mirage и выпустила новую серию комиксов. Первый выпуск новой серии вышел 24 августа того же года. К работе над серией присоединился один из создателей Черепашек-ниндзя, Кевин Истмен, а Том Вальц и Дэн Дункан занимались написанием сюжета и иллюстрированием. В августе 2017 года был опубликован 73-й выпуск комикса, что сделало Teenage Mutant Ninja Turtles от IDW самой продолжительной серией комиксов в истории франшизы. В декабре 2019 года был опубликован 100-й выпуск комикса, завершающий арку City at War из 8 частей. Начиная с выпуска 101, сценарист и художник серии Софи Кэмпбелл стала единственным ведущим сценаристом проекта.
Подобно Teenage Mutant Ninja Turtles Adventures от Archie Comics, который является ответвлением от оригинального мультсериала,IDW Publishing выпустила побочный комикс, основанный на мультфильме 2012 года под названием New Animated Adventures с оригинальными приключениями, публикация которого началась в июле 2013 года. Серия закрылась после 24 выпусков, и на смену ей пришла Amazing Adventures, начавшаяся в августе 2015 года и завершившаяся в сентябре 2017 года, в общей сложности насчитывая 14 обычных выпусков, один специальный выпуск, сюжетную арку из 3 выпусков под названием Robotanimals и минисерию-кроссовер Batman/TMNT Adventures.
Также IDW издавала комикс, основанный на четвёртом мультсериале, «Эволюция Черепашек-ниндзя», начиная с июля 2018 года. С июля по сентябрь 2019 года выходила сюжетная арка Sound Off!.

### Манга
Черепашки появились во множестве манга-серий: 
- Mutant Turtles (яп. ミュータント・タートルズ) — серия из 15 выпусков от Цутому Оямада, Тадаси Макимура и Ёсими Хамада, которые адаптировали эпизоды из оригинального мультсериала 1987 года.
- Super Turtles (яп. スーパータートルズ) — минисерия из 3 выпусков от Хаямаса Идэмицу, Тэцуро Кавадэ и Тосио Кудо, в которых были представлены игрушки «TMNT Supermutants», на тот момент находившиеся в продаже.
- Mutant Turtles Gaiden (яп. ミュータント・タートルズ外伝) от Хироси Канно, не связанное с предыдущей мангой переосмысление истории происхождения Черепашек-ниндзя.
- Mutant Turtles III (яп. ミュータント・タートルズ３) — адаптация третьего фильма о Черепашках от Ясухико Хатино.
- Mutant Turtles '95 (яп. ミュータント・タートルズ９５) — серия 1995 года, созданная Огатой Нобу в Comic BomBom.
- Mutant Turtles '95 (яп. ミュータント・タートルズ９６) — продолжение серии 1995 года.

### Газетный комикс
Ежедневная полоса комиксов, над которой некоторое время работали Джим Лоусон, а затем Дэн Бергер, публиковалась Creators Syndicate в газета, представляя собой приключенческую историю в будних номерах, а в выходных — головоломки и галерею рисунков, присылаемых в газету читателями. Комиксы публиковались до декабря 1996 года.

## Телевидение

### Первый мультсериал (1987—1996)
Когда к малоизвестной компании Playmates Toys обратились с предложением выпустить линию фигурок по Черепашкам-ниндзя, она с осторожностью отнеслась к возможному риску и попросила сначала заключить договор с телекомпаниями. 28 декабря 1987 года вышел в эфир первый мультсериал о Черепашках-ниндзя, который изначально планировался как мини-сериал из 5 эпизодов, но затем было принято решение о создании ещё 13 серий, транслировавшихся с 1 октября 1988 года. Созданием мультсериала занималась компания Murakami-Wolf-Swenson.
В отличие от оригинальных комиксов Mirage, мультсериал отличается более детским тоном. Здесь Черепахи представлены как четверо забавных, но рассудительных супергероев, которые сражаются со злом и проживают в канализации. Они любят пиццу и добавляют в неё странные начинки. В мультсериале у них впервые появляются разноцветные маски, тогда как раньше все повязки были красными. Также Черепахи начали прибегать к идиоматическим выражениям, характерных для жаргона сёрферов того времени, особенно Микеланджело. Среди слов и выражений были: «облом», «чувак», «фигня», «радикально», «фартовый», «тубулозо», «бодастый» и, возможно, самое известное — «кавабанга», бессмысленное выражение, впервые придуманное вождём Громовым ударом из «Шоу Хауди Дуди».
В мультсериале появились новые персонажи в лице Бибопа, Рокстеди и Нейтрино. Классические персонажи, такие, как Сплинтер, Шреддер и члены клана Фут, напоминали свои комиксные прототипы только внешне. Так, например, были объединены образы Хамато Ёси и Сплинтера, в то время как в комиксах последний был мутировавшей крысой первого. Члены клана Фут были заменены на роботов, чтобы главные герои могли уничтожать их из серии в серию, не отнимая чью-то жизнь (это было важно для сохранения детской аудитории, поскольку родителям не нравилось чрезмерное проявление насилия). Один из главных злодеев сериала Крэнг был основан на Утромах, добродушной инопланетной расы из комиксов Mirage. Крэнг же представлял собой злого военачальника из Измерения Икс. Бакстер Стокман, чья раса была изменена с негроидной на европеоидную, был переосмыслен как застенчивый приспешник Шреддера, впоследствии мутировавший в антропоморфную муху. В течение последних двух сезонов шоу главным злодеем был Лорд Дрегг, инопланетный диктатор, стремящийся к завоеванию мира, который пытался обмануть общественность, заставляя её поверить в то, что врагами человечества были Черепашки, а не он сам.
Начиная с 25 сентября 1989 года сериал начал транслироваться по будням, и третий сезон включал 47 серий. Четвёртый сезон «Черепашек-ниндзя» разделялся на две части, которые транслировались одновременно: 13 эпизодов, ежедневно выходили в синдикации, а 26 эпизодов — на канале CBS. Тематические эпизоды «Каникулы в Европе» не выходили в США до тех пор, пока USA Network не начал проводить повторные показы в конце 1993 года, а эпизоды «Удивительной Пасхи» не показывали до 1991 года. Эти эпизоды были отложены из-за проблем с анимацией и расписанием. 21 апреля 1990 года на каналах ABC, NBC и CBS был показан специальный телевизионный выпуск по борьбе с наркотиками под названием «Герои мультфильмов приходят на помощь», в котором приняли участие персонажи самых популярных мультфильмов того времени, и Черепашек-ниндзя представлял Микеланджело, озвученный Таунсендом Коулманом.
17 сентября 1994 года (с другой основной музыкальной темой и открывающей заставкой) сериал показывался по одной новой серии в неделю. С сезона 1994 года сериал стал более экшен-ориентированным. Сериал продолжался вплоть до 2 ноября 1996 года, когда была показана заключительная серия. Благодаря успеху данного мультсериала, появилось множество подражателей, включая «Боевые жабы» (англ. Battletoads), «Уличные акулы» (англ. Street Sharks) и «Мыши-рокеры с Марса» (англ. Biker Mice from Mars). Общее количество серий — 193. Помимо этого существует полнометражный мультфильм «Приключения начинаются» (The Epic Begins), смонтированный из серий первого сезона. На DVD не издавался. Также параллельно с показом мультсериала в США транслировались так называемые «Советы черепашек» (Turtle Tips) общим количеством 20 эпизодов и продолжительностью приблизительно по минуте каждый.

### Аниме (1996)
В дополнении к американскому мультсериалу, в 1996 году были созданы две эксклюзивные японские серии аниме под названием Mutant Turtles: Chōjin Densetsu Hen (яп. ミュータント・タートルズ超人伝説偏 Choujin Densetsu-hen). Аниме было выполнено в том же стиле, что и мультсериал 1987, а персонажей озвучили те же сэйю. Первая серия была одновременно и рекламой игрушек «TMNT Supermutants». Черепашки были представлены, как супергерои в особых костюмах со сверхспособностями, которые черпали из «Мута-Камней», а Шреддер, Бибоп и Рокстеди обладали суперзлодейскими силами благодаря «тёмным Мута-Камням». Подобно Super Sentai и «Могучим рейнджерам», здесь Черепашки могли объединяться в единое существо под названием Святая Черепаха. Вторая серия была создана для рекламы игрушек «Metal Mutants» и представляла персонажей, одетых в особую мистическую металлическую броню в стиле Saint Seiya, которая позволяла им превращаться в монстров.

### Телесериал (1997-1998)
В 1997—1998 годы на канале Fox транслировался сериал с живыми актёрами под названием «Черепашки-ниндзя: Следующая мутация». В нём дебютировала пятая черепашка женского пола по имени Венера Милосская, которая была обучена искусству мистики и синоби. Черепашки из «Следующей мутации» фигурировали в эпизоде «Время черепах» сериала «Могучие Рейнджеры», другого проекта Saban Entertainment. Шоу было закрыто после первого сезона, состоящего из 26 серий.

### Второй мультсериал (2003-2009)
8 февраля 2003 4Kids Entertainment выпустила в эфир новый мультсериал по Черепашкам-ниндзя, который транслировался в программном блоке FoxBox, впоследствии переименованном в 4Kids TV. В дальнейшем мультсериал стал частью блока The CW4Kids. Он был спродюсирован Mirage Studios, которая также обладала третью прав на мультсериал. Значительная доля Mirage в производстве привела к тому, что проект адаптировал многие элементы из оригинального комикса, став более мрачным и драматичным, чем образец 1987 года. При этом он был рассчитан на подростковую аудиторию и многие моменты из комиксов Mirage подверглись цензуре.
Этот мультсериал просуществовал до 2009 года, завершившись полнометражным телевизионным фильмом «Черепашки навсегда», который был выпущен в связи с 25-летием франшизы «Черепашки-ниндзя». По сюжету, Черепашки из мультсериала 2003 года объединяются со своими аналогами из версии 1987 года, и в конечном итоге посещают чёрно-белых Черепах из комиксов Mirage в финальном акте. 4Kidstv.com транслировал все эпизоды сериала до сентября 2010 года, когда Nickelodeon приобрела права на франшизу и начал периодически транслировать мультсериал 2003 года на Nicktoons и Nickelodeon, как правило, во время марафонов «Черепашек-ниндзя».

### Третий мультсериал (2012-2017)
Nickelodeon приобрела права на «Черепашек-ниндзя» у Mirage Group и 4Kids Entertainment, Inc. и анонсировала новый анимационный CGI мультсериал. Версия 2012 года характеризуется визуальными особенностями из аниме и акцентом на мутагене, который переворачивает повседневную жизнь Черепах и их врагов. Кроме того, по тону данная версия напоминает оригинальный мультсериал, однако она не лишена серьёзных и драматичных моментов. Сериал продлился пять сезонов. Шоуранером выступил Сиро Ниели, создатель Super Robot Monkey Team Hyperforce Go!. Роб Паульсен, озвучивший Рафаэля в версии 1987 года, озвучил Донателло в мультсериале 2012 года.

### Четвёртый мультсериал (2018-2020)
Премьера нового двухмерного мультсериала по мотивам франшизы состоялась осенью 2018 года на канале Nickelodeon. Данная версия характеризуется лёгким юмором и также включает в себя некоторые аниме-особенности. Мультсериал завершился в 2020 году.

## Фильмы
Было выпущено шесть художественных фильмов о Черепашках-ниндзя. Первые три представляют собой полнометражные фильмы, созданные в начале 1990-х годов: «Черепашки-ниндзя» (1990), «Черепашки-ниндзя II: Тайна изумрудного зелья» (1991) и «Черепашки-ниндзя III» (1993). Роли Черепашек исполнили актёры в аниматронных костюмах, за создание которых отвечала компания Jim Henson's Creature Shop. Четвёртая часть, представляющая собой компьютерный мультфильм, получила название «Черепашки-ниндзя» и вышла в 2007 году.
В 2014 году состоялся выход фильма-перезапуска «Черепашки-ниндзя», за создание которого отвечали Platinum Dunes, Nickelodeon Movies и Paramount Pictures, а режиссёром выступил Джонатан Либесман, в то время как Майкл Бэй спродюсировал картину. В 2016 году вышло продолжение под названием «Черепашки-ниндзя 2». В 2019 году был выпущен анимационный фильм-кроссовер «Бэтмен против Черепашек-ниндзя».

## Товары
Среди первых товаров по лицензии франшизы была настольная ролевая игра под названием Teenage Mutant Ninja Turtles & Other Strangeness, разработанная Palladium Books в 1985 году. Она содержала оригинальные комиксы и иллюстрации Истмена и Лэрда. В игре был представлен большой список животных, включая слонов и воробьёв, доступных в качестве персонажей-мутантов. В этом жанре выпускались и другие проекты, такие как: Teenage Mutant Ninja Turtles Adventures, Truckin' Turtles, Turtles Go Hollywood, Teenage Mutant Ninja Turtles Guide to the Universe и Transdimensional Teenage Mutant Ninja Turtles.
В 1986 году Dark Horse Miniatures, расположенная в Бойсе, штат Айдахо, выпустила набор свинцовых фигурок. В отличие от более поздних образцов, банданы Черепашек были окрашены в чёрный цвет, после чего были изготовлены версии с разноцветными повязками, чтобы дети могли различать братьев не только по их оружию. Лицензия Palladium истекла в 2000 году, отчасти из-за снижения продаж, вызванного популярностью игрушек анимационных и киновоплощений Черепашек. Тем не менее, издатель Palladium Кевин Сиембида заявил о потенциальной готовности приобрести лицензию, ссылаясь на возвращение франшизы к её корням.
Продажа тематических товаров по франшизе принесла прибыль в размере 175 миллионов $ в 1988 году и 350 миллионов $ в 1989 году. К маю 1990 года прибыль составила 650 миллионов $ внутренних розничных доходов. На момент 1994 году «Черепашки-ниндзя» была самой прибыльной франшизой, принося общий доход в размере 6 миллиардов $ США (эквивалент  12,016,072,874 $ США в 2023 году).

### Игрушки
В течение периода трансляции первого мультсериала 1987 года, Playmates Toys выпустила сотни фигурок персонажей франшизы «Черепашки-ниндзя», вместе с транспортными средствами, игровыми наборами и аксессуарами. Тематические товары стали одними из самых популярных предметов коллекционирования для детей. Штатные художники Mirage Studios из Нортгемптона, штат Массачусетс, разработали концепт-арты для многих фигурок, транспортных средств и игровых наборов, в связи с чем авторство можно установить в юридическом разделе, напечатанном на обратной стороне упаковки игрушек. Кроме того, Playmates выпустила серию кроссоверов TMNT / Star Trek, поскольку на тот момент компания владела лицензией на выпуск игрушек по франшизе «Звёздный путь». Playmates задействовали множество команд дизайнеров для разработки внешнего вида и стилей линейки игрушек, включая Bloom Design, White Design, Pangea, Robinson-Clarke и McHale Design. Вице-президент по маркетингу Playmates Карл Ааронян в значительной степени отвечал за наём команд дизайнеров и писателей, что, в свою очередь, помогло подогреть интерес к линейке игрушек.
Ещё никогда в истории фигурки не пользовались такой популярностью на протяжении более двух десятилетий, генерируя миллиарды долларов дохода от лицензирования. Серия была очень популярна в Великобритании, где в преддверии Рождества Army & Navy Store в лондонском Льюисеме посвятила весь свой подвал «Черепашкам-ниндзя», включая игры, видео, костюмы и другие предметы. Playmates продолжала выпускать фигурки Черепашек-ниндзя из мультсериала 2003 года. Также Playmates создавала игрушки по анимационному фильму 2007 года, в то время как NECA выпустила серию высококачественных фигурок, основанных на дизайне персонажей из оригинальных комиксов Mirage. В 2012 году было объявлено о выпуске новой линии игрушек и новой классической линии игрушек от Playmates.

## Видеоигры
Большинство видеоигр по «Черепашкам-ниндзя» было разработано компанией Konami. Первая игра для консолей по франшизе, Teenage Mutant Ninja Turtles, вышла в 1989 году для Nintendo Entertainment System под лейблом Konami «Ultra Games». Впоследствии игра была портирована на PC и Virtual Console. В том же году Konami выпускает одноимённую игру для аркадных автоматов, которая затем была портирована на NES под названием Teenage Mutant Ninja Turtles II: The Arcade Game, что в свою очередь привело к созданию сиквела под названием Teenage Mutant Ninja Turtles III: The Manhattan Project. Следующей игрой про Черепашек стала Teenage Mutant Ninja Turtles: Turtles in Time, вышедшая в 1991, как аркадная игра и позже портированная на Super Nintendo в 1992 под названием Teenage Mutant Ninja Turtles IV: Turtles in Time. Также в 1992 для Sega Genesis была создана игра Teenage Mutant Ninja Turtles: The Hyperstone Heist, использующая множество спрайтов из TMNT IV.
В качестве эксклюзива для Game Boy Konami разработала трилогию, состоящую из: Teenage Mutant Ninja Turtles: Fall of the Foot Clan, Teenage Mutant Ninja Turtles II: Back from the Sewers и Teenage Mutant Ninja Turtles III: Radical Rescue. По мере развития серии видеоигр в середине 90-х популярность «Черепашек-ниндзя» пошла на спад, отчего видеоигры по мотивам франшизы сменили направленность. Teenage Mutant Ninja Turtles: Tournament Fighters стала файтингом с классическими персонажами, напоминающим игры серии Street Fighter. Были выпущены версии для NES, SNES и Genesis, каждая из которых представляла собой уникальную игру. Также Konami приобрела лицензию на адаптацию мультсериала 2003 года во франшизу видеоигр, в результате чего появилась новая игровая серия с 3D-геймплеем, вдохновлённая старыми играми про Черепашек-ниндзя в жанре beat ’em up: Teenage Mutant Ninja Turtles, Teenage Mutant Ninja Turtles 2: Battle Nexus, Teenage Mutant Ninja Turtles 3: Mutant Nightmare и Teenage Mutant Ninja Turtles: Mutant Melee.
В 2006 году права на игры по «Черепашкам-ниндзя» приобрела компания Ubisoft, работа которой началась с игровой адаптации анимационного фильма 2007 года, а также отдельной игры для Game Boy Advance, похожей по стилю на аркадные игры Konami. В 2009 году для Nintendo DS была выпущена игра в жанре beat ’em up Teenage Mutant Ninja Turtles: Arcade Attack, приуроченная к 25-летию франшизы. В 2013 году Activision выпустила игру Teenage Mutant Ninja Turtles: Out of the Shadows, в основе которой лежал мультсериал 2012 года. Red Fly Studio разработала её для Xbox Live Arcade, PlayStation Network и Steam.
В 2016 году Activision и PlatinumGames создали игру Teenage Mutant Ninja Turtles: Mutants in Manhattan для PlayStation 4, PlayStation 3, Xbox One, Xbox 360 и PC. Игра представляет собой командный Hack and slash от третьего лица. Существует возможность прохождения как одиночном режиме, так и в кооперативе. Также в игре присутствует оригинальный сюжет, написанный Томом Вальцем, сценаристом комиксов и редактором IDW. Художественный стиль игры базируется на творчестве Матеуса Сантолуко, художнике комиксов про Черепашек-ниндзя.
Летом 2016 года для iPhone, iPad, Android и Kindle Fire вышла бесплатная ролевая игра Teenage Mutant Ninja Turtles Legends, разработанная компанией Ludia летом 2016 года и основанная на мультсериале 2012 года.
Черепашки-ниндзя появились в качестве игровых персонажей в файтинге DC Comics Injustice 2 в качестве загружаемого контента «Fighter Pack 3». Их озвучили Кори Крюгер, Джо Бруги, Бен Рауш и Райан Купер.
Леонардо, Микеланджело, Эйприл О’Нил и Шреддер появляются в качестве игровых персонажей в платформере 2021 года Nickelodeon All-Star Brawl, в то время как Кэм Кларк, Таунсенд Коулман и Джим Каммингс вновь озвучили своих персонажей из мультсериала 1987 года, в то время как Эбби Тротт озвучила Эйприл в обновлении игры 2022 года.
Все четыре Черепашки-ниндзя появятся в качестве игровых персонажей в файтинге Brawlhalla. По состоянию на 2015 год Черепахи фигурировали в 23 видеоиграх.

## В других СМИ

### Настольная ролевая игра
В 1985 году Palladium Books выпустила настольную ролевую игру Teenage Mutant Ninja Turtles & Other Strangeness. Она представляла собой как независимую игру, так и дополнение к игре Rifts. В игре использовалось много ключевых механик из системы Palladium. Сама игра ограничивалась доступными боевыми искусствами, однако отдельно выходившая Ninjas and Superspies увеличивала количество доступных для выбора 41 стиля боевых искусств. В качестве антагонистов были представлены такие животные как Terror Bears, Caesers Weasels и Sparrow Eagles. Также в игре имеется статистика для Черепах и других персонажей.

### Автоматы для игры в пинбол
Было выпущено два тематических автомата для игры в пинбол по франшизе «Черепашки-ниндзя». За разработку первой отвечала компания Data East в 1991 году. Вторая вышла в 2020 году и была разработана Stern Pinball в версиях Pro, Premium и Limited Edition.

### Пищевые продукты
С повышением популярности франшизы «Черепашки-ниндзя» появилось множество тематических продуктов питания. Наиболее популярным из них были зерновые хлопья Ninja Turtles Cereal, за производство которых отвечала компания Ralston-Purina. За годы существования хлопьев производители добавляли в них множество призов. Также Ralston выпустила Pizza Crunchabungas, представляющую собой кукурузные закуски со вкусом пиццы в форме цельной круглой пиццы, Hostess Teenage Mutant Ninja Turtles Pies Pies, пирожные, покрытые зелёной глазурью с ванильным пудингом внутри. Внутри каждой упаковки была либо одна из 5 жёлтых наклеек с иллюстрацией одной из Черепах, либо одна из 5 различных коллекционных карточек «Черепашки-ниндзя II: Тайна изумрудного зелья». Также выпускались желатиновые десерты Royal OOZE, распространяемые Nabisco в трёх различных вкусах: апельсин, клубника и лайм. Выпускались подушечки Shreddies, представляющие собой канадскую крупу с тематическим бокс-артом и промоакциями «Черепашек-ниндзя». Одним из примеров призов были кольца с изображением персонажей из мультфильма. Chef Boyardee выпустил консервированную пасту с макаронами в форме четырёх Черепах. Было выпущено несколько версий макаронных изделий, в том числе в форме головы Шреддера.

### Концертный тур
На волне популярности Черепашек-ниндзя в 1990 году состоялся концертный тур под названием «Coming Out of Their Shells». Премьера состоялась 17 августа в Радио-сити-мьюзик-холл. Музыку на концерте исполняли музыканты, облачённые в костюмы Черепашек (Донателло — клавишные, Леонардо — бас-гитара, Рафаэль — барабаны и саксофон, Микеланджело — гитара). На сцене во время концерта также разыгрывались сцены с похищением Эйприл и сражениях с Шреддером, который зачитывал рэп о том, как он ненавидит музыку. В основе сюжета лежала задумке картины «Невероятные приключения Билла и Теда» 1989 года в стилистике рок-н-ролла. Впоследствии был выпущен студийный альбом.
Тур спонсировала Pizza Hut, в результате чего на концертах рекламировалась их продукция. В рамках кросс-маркетинговой компании рестораны Pizza Hut раздавали плакаты, аудиокассеты Coming Out of Their Shells и Official Tour Guides в качестве призов. Оригинальный тур выходил на VHS. 
На концерте исполнялись следующие песни: Coming Out of Our Shells!, Sing About It, Tubin'. Skipping Stones, Pizza Power, Walk Straight, No Treaties, Cowabunga, April Ballad и Count on Us. Впоследствии песня Pizza Power использовалась Konami в игре Teenage Mutant Ninja Turtles: Turtles in Time. Кэм Кларк и Питер Ренадей вновь озвучили Леонардо и Сплинтера перед началом концерта в Радио-сити-мьюзик-холл, однако не были указаны в титрах в VHS-издании.

### Тематический парк в Disney-MGM Studios
30 июня 1990 года Черепашки-ниндзя появились в секции New York Street Disney-MGM Studios в Орландо, штат Флорида. Выйдя из Turtle Party Wagon, они начинают танцевать, в то время как Эйприл исполняет песню из заставки мультсериала. После завершения основного шоу Черепашки начинали позировать для фотографий и подписывали автографы. Также Черепахи фигурировали на диснеевском параде Very Merry Christmas, напевая песню Santa Claus is Coming to Town. Кроме того, они приняли участие в пасхальном параде, танцуя под сингл Pizza Power. В 1996 году выступления прекратились.

### Американские горки и аттракционы
В 2019 году в American Dream Meadowlands, расположенном в Ист-Ратерфорд, состоялось открытие Nickelodeon Universe American Dream, включая несколько тематических аттракционов по франшизе «Черепашки-ниндзя». TMNT Shellraiser и Gerstlauer Euro-Fighter являются самыми крутыми американскими горками в мире при 121,5 градусах. Вращающиеся американские горки под названием The Shredder являются самыми длинными в мире свободно вращающимися горками, где гонщики могли свободно вращать автомобиль вдоль трассы, длиной 1322 фута (403 м) и максимальной высотой 62 фута (19 м).
Nickelodeon Universe в Mall of America, расположенном в Блумингтоне, штат Миннесота, также содержит несколько тематических аттракционов по франшизе, включая Teenage Mutant Ninja Turtles Shell Shock, американские горки, открывшиеся в 2012 году, и Shredder's Mutant Masher, маятниковый аттракцион, который открылся в 2015 году.

### Пародии
Несмотря на то, что «Черепашки-ниндзя» задумывались как пародия, взрывной успех комикса привёл к волне небольших, чёрно-белых комикс-пародий на саму серию, включая Adolescent Radioactive Black Belt Hamsters, Pre-Teen Dirty-Gene Kung-Fu Kangaroos и множество других. Dark Horse Comics выпустила комикс Boris the Bear, первый номер которого назывался Boris the Bear Slaughters the Teenage Radioactive Black Belt Mutant Ninja Critters. Как только Черепахи стали частью поп-культуры, пародии появились в других средствах массовой информации, таких как сатирические журналы Cracked и Mad и многочисленные сериалы того периода. Сатирический британский телесериал «Точная копия» содержал повторяющийся скетч Teenage Mutant Ninja Turds.